# Абдыжапаров, Эрнест Алмасбекович
Эрнест Алмасбекович Абдыжапаров (род. 27 февраля 1961, Фрунзе) — киргизский кинорежиссёр, сценарист, продюсер.

## Биография
Эрнест Абдыжапаров родился 27 февраля 1961 года в городе Фрунзе (Бишкек). В 1972 году (в 11-летнем возрасте) стал барабанщиком ВИА «Наристе», крайне популярного в республике. В 1983 году окончил педагогический институт русского языка и литературы во Фрунзе. Работал школьным учителем.
В 1988 году Абдыжапаров стал директором киножурнала «Корогоч», с 1992 года — редактором киностудии «Киргизфильм». На следующий год он возглавил молодёжный творческий фонд «Умай». С 1999 года Абдыжапаров возглавляет собственную студию. С 1999 по 2001 год он занимал пост секретаря Союза кинематографистов Кыргызстана, с 2001 по 2002 год — главный редактор «Кыргызфильма».
В 2022 году был председателем жюри VI международного кинофестиваля «Евразийский мост».

## Фильмография

### Режиссёр
- 1993 — Менин Пирим Алманбет (д/ф)
- 1995 — Таранчы (к/м)
- 1995 — Беш-терек (д/ф)
- 1995 — Хрупкий лес (д/ф)
- 1996 — Подземный переход (д/ф)
- 1997 — Альгамбра (д/ф)
- 2000 — Остановка (к/м)
- 2000 — Босого (к/м)
- 2001 — Обезьяна Актана (д/ф)
- 2002 — Мария, дочь Моисея (д/ф)
- 2004 — Сельская управа (кирг. Саратан)
- 2007 — Светлая прохлада (кирг. Боз салкын)
- 2009 — Город мечты
- 2009 — Влюблённый вор[3]
- 2010 — Гаишники, фильм 11: Иссык-кульский бешбармак
- 2011 — Шахрезада из Кукушкино
- 2013 — До+Фа
- 2013 — Такси и телефон
- 2017 — «Саякбай. Гомер 20 века».[4]

### Сценарист
- 1993 — Качели (к/м)
- 2000 — Остановка (к/м)
- 2004 — Сельская управа
- 2007 — Светлая прохлада
- 2009 — Влюблённый вор[3]
- 2010 — Гаишники, фильм 11: Иссык-кульский бешбармак

### Продюсер
- 2000 — Остановка (к/м)
- 2009 — Влюблённый вор[3]

## Награды и номинации
Фильмы Эрнеста Абдыжапарова участвовали более чем в 20 международных кинофестивалях. Его короткометражный фильм «Таранчы» собрал призы нескольких фестивалей и международных кинематографических организаций:
- Гран-при Международного фестиваля короткометражных фильмов, Драма, Греция — 1996[5]
- Приз FICC и приз Католического кино Германии на Оберхаузенском международном фестивале короткометражного кино, Германия — 1997
- Приз C.I.C.A.E. за лучший короткометражный фильм — 1998

Ещё один фильм Абдыжапарова, удостоенный наград нескольких фестивалей, — «Сельская управа»:
- Гран-при МКФ «Дидор», Душанбе, Таджикистан — 2004[6]
- Приз за лучший сценарий, «Киношок», Анапа, Россия — 2004[7]
- Приз за лучшую режиссуру, МКФ «Новое кино. XXI век», Смоленск, Россия — 2004[8]
- Золотая звезда, Международный кинофестиваль в Марракеше — 2005
- Специальный приз жюри, «Евразия», Алматы, Казахстан — 2005[9]

Кроме того, Абдыжапаров отмечен следующими наградами и номинациями:
- Медаль «Данк» (1 ноября 2024 года)[10].
- Почётный знак «За заслуги в развитии культуры и искусства» (17 апреля 2014 года, Межпарламентская ассамблея СНГ) — за значительный вклад в формирование и развитие общего культурного пространства государств — участников Содружества Независимых Государств, в реализацию идей сотрудничества в сфере культуры и искусства, воспитание, подготовку творческих кадров[11].
- Лауреат Премии Молодёжи Кыргызстана за 2001 год
- Номинация на Гран-при, Котбусский фестиваль восточноевропейского кино[нем.] — 2007, за фильм «Светлая прохлада»
- Приз за лучший сценарий, «Киношок» — 2008, за фильм «Светлая прохлада»[12]